# みどりの山田君
『みどりの山田君』（みどりのやまだくん）は、森ゆきえによる日本のギャグ漫画作品。『マーガレット』（集英社）にて、2011年1号（2010年12月4日発売）から2012年24号（2012年11月20日発売）まで連載された。単行本全1巻。『マーガレット』でそれまで連載していた『ブレイク・カフェ』が2010年24号で一旦終了して『ザ・マーガレット』（同社刊）に移籍した直後に始まった連載である。

## あらすじ
恋愛になんて興味が無い。真面目でお堅い優等生の村崎さん。そんな彼女のクラスに、転校生がやってきた。カッコいい言動が多くて、普段は草食系だけど好きな子に対しては肉食系だぜ、と嘯く男の子。そして――全身緑色で、肌がヌメヌメしていて、人間の言葉で会話して、直立歩行をする謎の両生類（爬虫類？）。それが、ちょっと不思議でイケてるアイツ・みどりの山田君。山田君は隣の席になった村崎さんにすっかり懐いてしまい、彼女は何かと振り回されるようになる。

## 登場人物

### 主要人物
村崎さん（むらさきさん）
主人公。メガネをかけたクールな女の子。フルネームは不明。
恋愛には一切興味が無い。騒がしいのは苦手で常に1人でいることが多い。転校してきた山田君に好意を抱かれ何かと振り回される羽目になるが、根は優しく面倒見が良いため結局は山田君の世話を焼いてしまう。自分に向けられる山田君のキザな言動には憎まれ口を叩きながらもときめいている。山田君が転校して来てからは一緒にいることが多くなったため、山田君のファンの女子からは嫉妬されている。勉学を怠らず塾にも通う優等生であるものの、運動は不得意で絵もかなり下手。料理は得意で、昼食の弁当は毎日手作り。犬や猫などの動物が好きで、野良犬や野良猫を見付けると頭を撫でる。
山田 緑（やまだ みどり）
村崎さんのクラスに転入してきた男の子。一人称は「オレ」。全身緑色の両生類または爬虫類と思しき、謎の多い生物。身長は人間の子供くらいで、体毛は無く、人語を解し、2本足で歩き、肌がヌメっている。明らかに人間ではないのだが村崎さん以外は誰も気にしていない。
クラスにはすぐに馴染み、かっこいい言動が多く女子からは非常に人気がある。かと言って男子から嫉妬されるようなことはなく、むしろ男子とも良好な関係を築いている模様。学校の女子のみならず学校外の年上・年下の女性からも好意を抱かれる、さながらラブコメやギャルゲーの主人公のようなモテっぷりを誇るが、当人は村崎さんに好意を抱いており、積極的にアプローチしている。
性格は基本的に温厚で他人に対して怒ることはほとんど無く、むしろよくなだめ役に回るが、不良に自らのキャベツを蹴り飛ばされた時はキャラ崩壊する程に激怒していた。また困っている人を放っておけないお人好しで、どんな状況であろうと人助けを行う。車に轢かれそうな動物を助けるのには定評があり、毎朝平均4匹は助ける（ただし自分が車に轢かれることには無防備）。勉強面では転校したてで授業についていけないこともあり、村崎さんによく教わっている。女子にも劣るほど非力だがスポーツは得意で、他には絵を描くのも得意。キャベツが大好物で、昼食にはキャベツを丸々1個持ってきている。

### クラスメイト
柿屋 苑次（かきや えんじ）
村崎さんのクラスメイトの男子。
脳内が常時エロいことで満たされており、小遣いを貯めて女物のパンツを買うなど変態じみた奇行が多い。女の子にモテたくて山田君に弟子入りするが（そのため山田君のことは「師匠」と呼んでいる）、バカな上に前述の通り変態的な言動が多いため相変わらずモテない。夏休み中にホルスタインのヌメ子と街中で出会い、「巨乳で乳首が多くてエロい」という理由で惹かれナンパし、付き合うことになる。
蘇芳 姫乃（すおう ひめの）
村崎さんのクラスに転校してきた女の子。16歳。蘇芳財閥の令嬢。
お嬢様学校で問題を起こしまくり、公立の高校に転校してきた。プライドが高く高飛車で語尾に「-ですわ」などと付けて話す、所謂ステレオタイプのお嬢様キャラ。家の事情もあり、屋敷で執事の青羽と2人暮らし。後に課長（後述）も加わり2人＋1匹となる。
転校初日に山田君と街角でぶつかったのをきっかけに一目惚れする。山田君にとって、「街角でぶつかって知り合いになった、小学生の頃から数えて76人目の女の子」。クラスの女子からはその高飛車な性格が原因で鬱陶しく思われていたが（当人も一応自覚があり、この性格を直さなくてはと思ってはいる）、第27話のクリスマスパーティの一件で何となく距離が縮まる。
百井 桜（ももい さくら）
村崎さんのクラスメイト。ショートカットのボーイッシュな女子。両耳にピアスをつけている。
以前から村崎さんに好意を抱いていた恐らくは同性愛者で、村崎さんとよく一緒にいる山田君を敵視している。性格はアバウトかつがさつ。
岩井（いわい）
村崎さんのクラスメイト。長髪をポニーテール風に結んでいる男子。山田君とは割と仲が良い。良識的な性格で、村崎さんに次いでツッコミ役に回ることが多い。

### その他
コリィ
山田君のペット。外見は犬の耳をつけた普通の少年。
村崎さんが、通学路の途中で転校初日の山田君に初めて出会った時に会話した少年だが、何故か少年の方ではなく一緒にいた謎の生物が転校生の山田君となっている。犬の耳は取り外しが可能で、会話も普通に出来るのだが、自分はあくまでも「柴犬Z」という柴犬だと言い張る。
飼い主の山田君のことは「緑くん」と呼んでいる。山田君をとても慕っており、彼を悪く言う者は誰であろうと容赦しない。村崎さんのことは、自分が山田君の家で暮らせているのは彼女のお陰でもあると考え、感謝の念を抱き懐いている。その反面苑次のことは「腐った牛乳以下」だと認識していて（犬は群れの中でランクを付ける動物だから）、初対面の彼をいきなり使い走りさせたり、回し蹴りや飛び蹴りを喰らわしたりするなど扱いがかなり酷い。
青羽（あおば）
蘇芳家に仕える執事。22歳。姫乃の世話係。天然で温和な性格。
眼鏡をかけたおかっぱ頭のごく平凡な青年で、特技・資格・免許などは何も無し。課長のデータによると、家事は手抜き気味にこなしているらしい。昔貧乏だった頃の癖が抜けないのか、何かと出費をケチる。
課長（かちょう）
蘇芳家のペット。見た目は頭髪の薄くなった人間の中年男性だが、コリィと同じ柴犬Zという犬種。知能は高く、謎が多い。
ヌメ子（ヌメこ）
ホルスタインの雌。巨乳。苑次の彼女だが二股をかけている。

## 書誌情報
- 森ゆきえ 『みどりの山田君』 集英社 〈マーガレットコミックス〉、全1巻
  1. 2012年5月25日発売[1]、ISBN 978-4-08-846776-4

### アンソロジー
- 東日本大震災チャリティー漫画本 PARTY! SORA[2][注 3]（2011年8月5日発売[3]、メディアパル、ISBN 978-4-89610-202-4）
  - みどりの山田君×ブレイク☆カフェ[4]